# Chi Shu-ju
Chi Shu-ju (chiń. 紀淑如; ur. 27 listopada 1982) – tajwańska zawodniczka taekwondo, brązowa medalistka olimpijska z Sydney (2000), dwukrotna mistrzyni świata.
Dwukrotnie uczestniczyła w letnich igrzyskach olimpijskich. W 2000 roku na igrzyskach w Sydney zdobyła brązowy medal olimpijski w kategorii do 49 kg. Na igrzyskach w Atenach zajęła dziewiąte miejsce w kategorii do 57 kg. 
Dwukrotnie zdobyła złote medale mistrzostw świata – w 1997 roku w kategorii do 47 kg, a w 1999 roku w kategorii do 51 kg. Trzykrotnie stanęła na podium mistrzostw Azji w latach 1996–2006 i zdobyła w tych zawodach po jednym medalu z każdego kruszcu. Ponadto zdobyła brązowe medale igrzysk azjatyckich w 1998 roku oraz uniwersjady w 2003 roku.